# Usine hydroélectrique de Chèvres
L'usine hydroélectrique de Chèvres est une usine construite entre 1893 et 1896 sur le Rhône, située dans le canton de Genève, en Suisse. Elle a fonctionné de 1896 à 1943, date de la mise en service du barrage de Verbois.

## Localisation
L'usine remplaçait un ancien moulin près du village de Chèvres sur la commune de Bernex et la commune de Vernier.

## Histoire
Après la construction de l'usine hydraulique de Coulouvrenière par la commune de Genève et le début du développement de l'énergie électrique pour l’éclairage des ménages, le fonctionnement de l'industrie et un plus tard le début des tramways électriques à Genève, le canton de Genève accorde une concession à la ville de Genève pour la construction de la première usine d'électricité au fil de l'eau d'Europe.
La construction du barrage et de l'usine débuta en 1893 sous la direction de Théodore Turrettini et en 1896, l'usine commença la production d'électricité d'une puissance de 4 MW, grâce grâce aux génératrices Thury fournies par la CIE. Cette puissance est portée à 13 MW avec 15 turbines de type Francis en 1899. En 1896, le courant électrique de l'usine de Chèvres éclaire pour la première fois le magnifique lustre du Grand Théâtre de Genève et quelques jours plus tard, s'ouvrent les portes de l'Exposition Nationale de Genève.

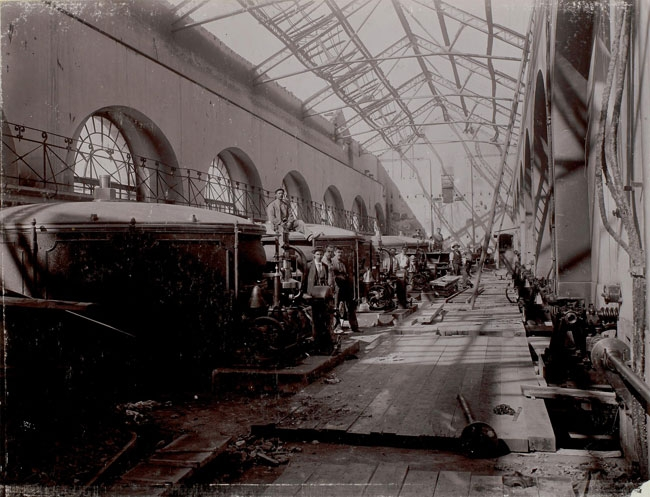
L'usine après l'incendie.

 Le 8 septembre 1898, un important incendie se déclare à l'usine, plongeant le Canton de Genève dans le noir. L'incendie débute vers 22 heures à l'extrémité aval du barrage et s'étend rapidement à toute la toiture. Les dégâts s'élevèrent à 140 000 francs de l'époque. Toutes les machines n'ont pas été détruites et la production reprit en partie, deux semaines plus tard.
Avec le développement des Transports publics genevois et la demande toujours croissante d'électricité pour les ménages et les usines, la production de l'usine de Chèvres ne suffit plus et pour faire face, l'usine hydroélectrique de Chancy-Pougny est construite entre 1920 et 1925. En 1937, le canton de Genève décide la construction d'un nouveau barrage un peu plus en aval de Chèvres. Le barrage de Verbois sera mis en service en 1943, ce qui condamnera l'usine de Chèvres. Remarquons que la production d'électricité de cette usine était très dépendante du débit du Rhône et de l'Arve.
La consommation annuelle de courant électrique à Genève s'élevait à 8,5 millions de kWh en 1900 et elle a augmenté jusqu'à 43,5 millions 1920, puis 87,5 millions en 1930 et 204 millions en 1943, date de l'ouverture de Verbois.
Le 10 mai 1943, le lac de retenue de l'usine de Chèvres disparaît et les différentes turbines cessent de fonctionner. L'usine de Chèvres laisse la place à celle de Verbois qui sera inaugurée le 2 juin 1944,.
En 1947, les bâtiments furent démolis et seule la passerelle de Chèvres subsiste encore. Un aménagement nature avec la création d'une roselière et financé par les Services industriels de Genève a débuté en 2007.

## Sources
- Les centrales hydro-électriques sur le Rhône genevois in «LE RHONE ELECTRIQUE», Association suisse d’histoire de la technique et du patrimoine industriel, Genève, 1997, en ligne sur https://sgti.ch/site/wp-content/uploads/2019/05/In-Ku-21-Le-Rhone-%C3%A9lectriques-Gen%C3%A8ve.pdf
- Documents de l’État de Genève sur les infrastructures hydrauliques du Canton
- Documents des Services Industriels de Genève

1. ↑  s. a., «LE RHONE ELECTRIQUE», Association suisse d’histoire de la technique et du patrimoine industriel, « Les centrales hydro-électriques sur le Rhône genevois »  [PDF], sur «LE RHONE ELECTRIQUE», Association suisse d’histoire de la technique et du patrimoine industriel, 1997 (consulté le 8 novembre 2021)
2. ↑  Journal de Genève, le 22 janvier 1943
3. ↑  Patrimoine Industriel, conférence du 13 avril 2011
4. ↑  Journal de Genève, le 9 septembre 1898
5. ↑  Journal de Genève, le 20 septembre 1898
6. ↑  Journal de Genève, le 30 mai 1944
7. ↑  Journal de Genève, le 11 mai 1943
8. ↑  Journal de Genève, le 23 septembre 1946
9. ↑  Site Rhône-Genève de la roselière